# Залізна дипломатія

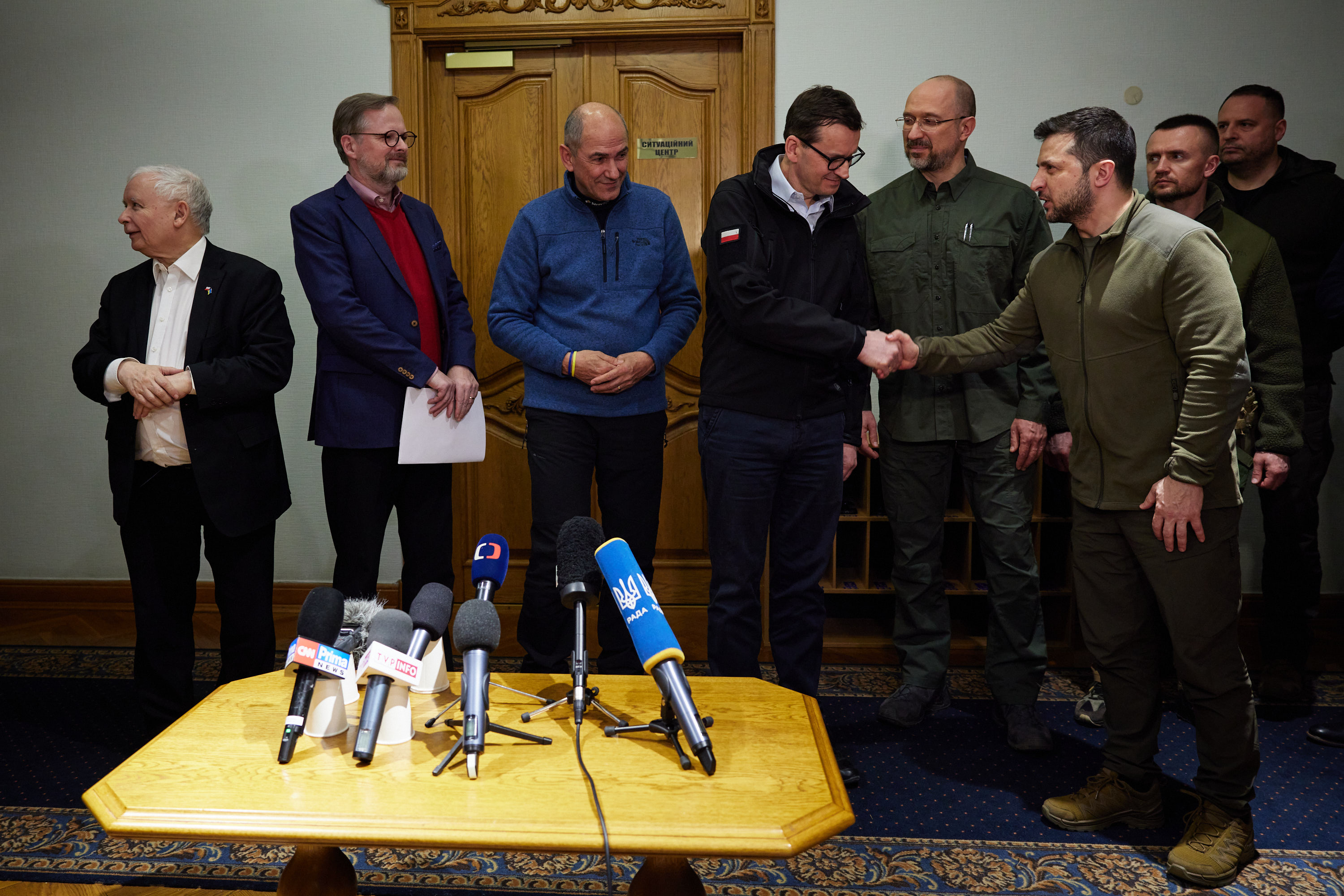
Перша іноземна делегація до Києва під час вторгнення 2022 року зустрілася з українськими лідерами перед ситуаційною кімнатою після прибуття залізницею

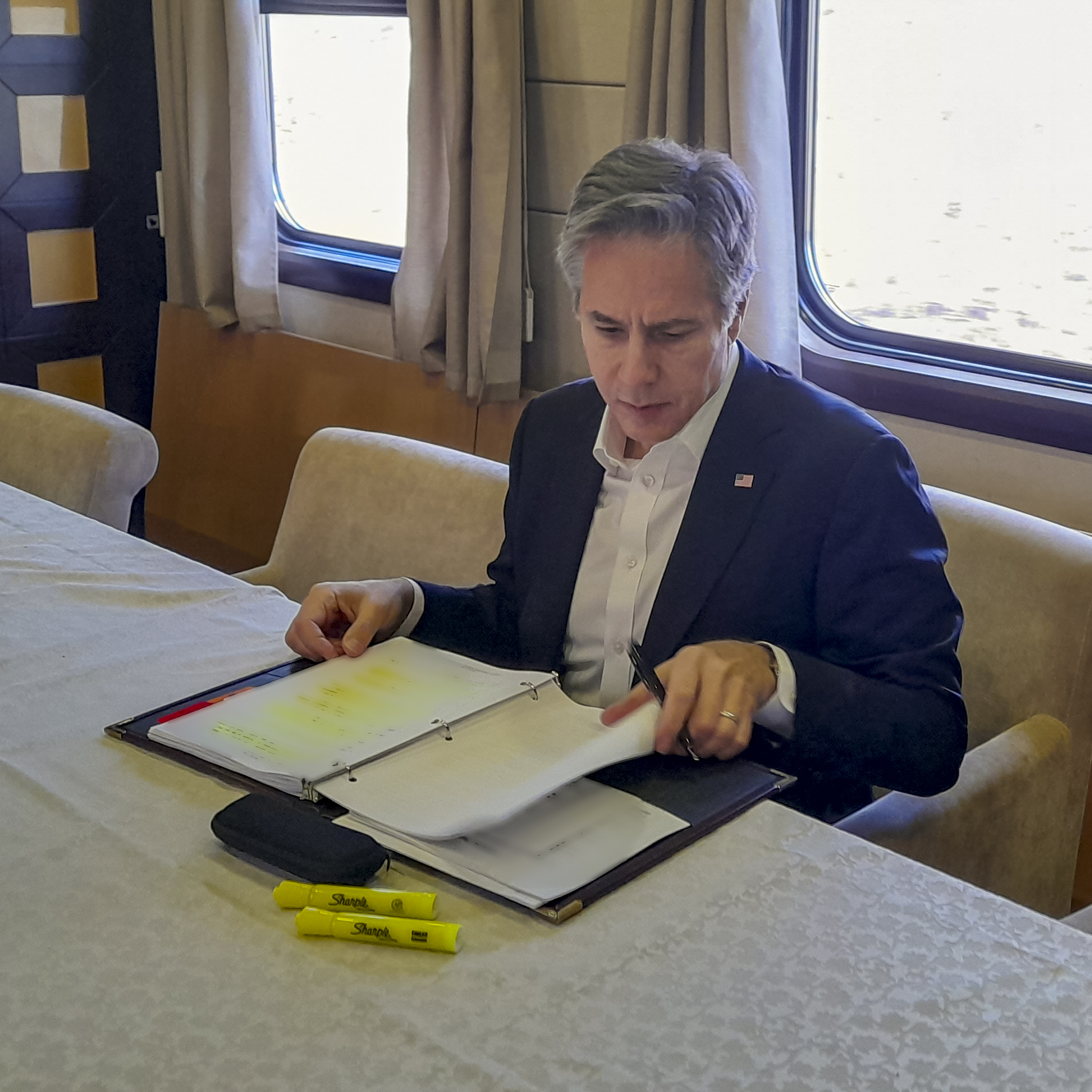
Держсекретар США Ентоні Блінкен у поїзді до Києва

«Залізна дипломатія» — практика перевезення світових лідерів в Україну залізницею з початку російського вторгнення в Україну в 2022 році. Вираз придумав начальник Української залізниці Олександр Камишін, адже багатьох дипломатів везли потягом до і з Києва, столиці, оскільки використання повітряного простору України було недоцільним через вторгнення. Крім того, перші іноземні лідери, які відвідали Київ, вирішили уникати поїздки з Польщі в Україну на польському військовому літаку, бо Росія могла б сприйняти це як ескалаційний крок.

## Рейкова система

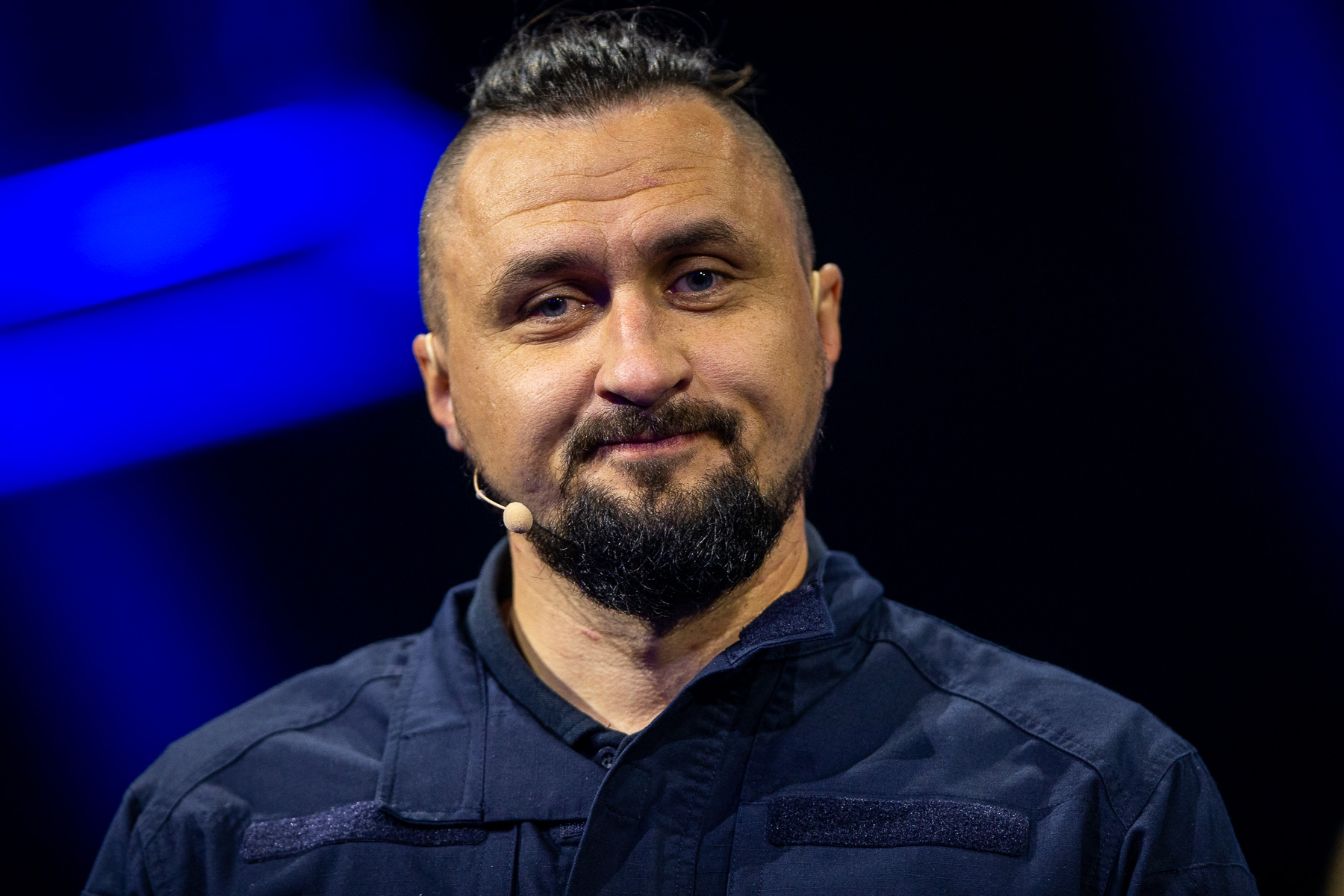
Камишін Олександр Миколайович

З початку російського вторгнення у 2022 році повітряний простір України був закритий, а дороги стали ненадійними через бойові дії. У результаті країна була змушена значною мірою покладатися на свою залізничну систему для транспортування, зокрема для гуманітарної допомоги, біженців, зброї та продовольства на експорт. Оскільки залізнична система має вирішальне значення для опору України вторгненню, Українська залізниця продовжувала працювати попри неодноразові атаки на систему, такі як атака на станцію Краматорськ. Також посилено охорону, і Олександр Камишін, який керує Українською залізницею, тепер озброєний і супроводжується двома охоронцями, зберігає в таємниці свій розклад і місцеперебування та уникає фізичного контакту з родиною.
Дипломати та інші світові лідери, які бажають подорожувати Україною, стикаються з подібною відсутністю варіантів, тому регулярно беруть участь у «залізній дипломатії».  Україна також забезпечує безпеку лідерів, які приїхали з візитом, і Камишін також зберігає в таємниці інформацію про їхні поїздки, але іноді інформація оприлюднюється до того, як делегація покине Україну, що збільшує ризик нападу.

## Вагони
Один із вагонів, який використовується в програмі залізної дипломатії, спочатку був побудований для багатих туристів на Кримський півострів. Завершений у 2014 році, він використовувався лише кілька разів, перш ніж Росія анексувала півострів на початку того ж року. Нещодавно модернізовані вагони радянських часів також використовувалися для програми залізної дипломатії. Попри те, що більшість меблів високої якості, щоб дозволити відвідувачам подорожувати комфортно, а кімнати для зустрічей, як правило, обставлені гарною оббивкою, не всі вагони перебувають у такому стані. Примітно, що коли президент Франції Еммануель Макрон, канцлер Німеччини Олаф Шольц і прем'єр-міністр Італії Маріо Драґі разом їхали до Києва, вони всі посміхалися, обговорюючи різкі відмінності між наданим їм житлом.

## Відомі візити
| Дата       | Гості | Представляють                | До    | Примітки | Дж.                                |
| ---------- | --- | ---------------------------- | ----- | --- | ---------------------------------- |
| 2022.03.15 | Матеуш Моравецький, прем'єр-міністр Петр Фіала, прем'єр-міністр Янез Янша, прем'єр-міністр Ярослав Качинський, заступник прем'єр-міністр | Польща Чехія Словенія Польща | Києва | - Перший візит іноземних лідерів під час вторгнення | [ 12 ] [ 17 ] [ 13 ]               |
| 2022.04.01 | Роберта Мецола, президент парламенту | Європейський Союз            | Києва | - Перший візит високопосадовця ЄС під час вторгнення - Інформація про поїздку не розголошувалися з міркувань безпеки - Через кілька тижнів Камишин заявив, що «всі західні лідери … прибули потягом» - Мецола звернувся до Верховної Ради особисто | [ 9 ] [ 18 ] [ 19 ] [ 20 ]         |
| 2022.04.08 | Урсула фон дер Ляєн, президент комісії Жозеп Боррель, високий представник з закордонних справ Едуард Геґер, прем'єр-міністр              | Європейський Союз Словаччина | Києва | - Візит відбувся через кілька годин після нападу на вокзал Краматорська, у результаті якого загинуло 59 осіб - Фон дер Ляєн представила анкету для підготовки висновку щодо заявки України на вступ до ЄС                                          | [ 14 ] [ 21 ] [ 22 ] [ 23 ] [ 24 ] |
| 2022.04.09 | Борис Джонсон, прем'єр-міністр | Велика Британія              | Києва | - Візит відбувся під час Partygate скандалу у Сполученому Королівстві | [ 13 ] [ 25 ]                      |
| 2022.04.24 | Ентоні Блінкен, державний секретар Ллойд Остін, міністр оборони                                                                          | США                          | Києва | - Візит відбувся за кілька годин до нападу на залізничну станцію Красне. - Незрозуміло, чи секретарі були ще в дорозі під час атак | [ 9 ] [ 26 ]                       |
| 2022.04.28 | Антоніу Гутерреш, генеральний секретар                                                                                                   | ООН                          | Києва | - Візит відбувся через два дні після переговорів Гутерреша з Путіним у Москві - Центр Києва атакували, коли Гутерріш ще був у місті - У Шевченківському районі розірвалися дві ракети, що шокувало команду ООН                                     | [ 27 ] [ 28 ] [ 29 ]               |
| 2022.05.08 | Джастін Трюдо, прем'єр-міністр Христя Фріланд, заступниця прем'єр-міністра Мелані Жолі, міністр закордонних справ                        | Канада                       | Києва | - Делегація відновила роботу посольства Канади в Києві - Охорона включала членів канадської Joint Task Force 2 | [ 6 ] [ 30 ]                       |
| 2022.06.16 | Емманюель Макрон, президент Олаф Шольц, федеральний канцлер Маріо Драґі, прем'єр-міністр                                                 | Франція Німеччина Італія     | Києва | - Макрону призначили набагато гарніше купе, ніж Драґі - Лідери заявили про підтримку надання Україні статусу кандидата в ЄС | [ 31 ] [ 32 ] [ 16 ]               |
| 2022.06.16 | Клаус Йоганніс, президент | Румунія                      | Києва | - Йоганніс приєднався до Макрона, Шольца та Драґі в Києві, але подорожував окремо - Він також заявив про підтримку надання Україні статусу кандидата в ЄС                                                                                          | [ 33 ] [ 32 ]                      |
| 2022.06.29 | Джоко Відодо, президент | Індонезія                    | Києва | - Перший візит лідера азійської держави під час вторгнення - Візит відбувся незабаром після того, як Відодо відвідав саміт G7 у Баварії - Індонезія планує прийняти наступний саміт G20 на Балі                                                    | [ 34 ]                             |
| 2022.07.03 | Ентоні Албаніз, прем'єр-міністр | Австралія                    | Києва | - Перший в історії візит прем’єр-міністра Австралії до України - До складу охорони входили озброєні солдати спецназу Австралії та України - Поки делегація подорожувала Києвом був використаний медіа-блек-аут                                     | [ 35 ] [ 36 ] [ 15 ] [ 37 ]        |

## Пояснювальні записки
1. ↑  From left to right: Polish deputy prime minister Jarosław Kaczyński, Czech prime minister Petr Fiala, Slovenian prime minister Janez Janša, Polish prime minister Mateusz Morawiecki, Ukrainian prime minister Denys Shmyhal, and Ukrainian president Volodymyr Zelenskyy.
2. ↑  Камишін також носить із собою м’яку сову свого сина.[10]
3. ↑  Також у складі канадської делегації були Джоді Томас, радниця з національної безпеки; Кейті Телфорд, начальник штабу; і Браян Клоу, заступник керівника штабу.[30]